# Дора (Пиј де Дом)
Дора (фр. Dorat) насеље је и општина у централној Француској у региону Оверња, у департману Пиј де Дом која припада префектури Тјер.
По подацима из 2011. године у општини је живело 697 становника, а густина насељености је износила 40,38 становника/km². Општина се простире на површини од 17,26 km². Налази се на средњој надморској висини од 300 метара (максималној 416 m, а минималној 273 m).

## Демографија
| 1962. | 1968. | 1975. | 1982. | 1990. | 1999. | 2011. |
| ----- | ----- | ----- | ----- | ----- | ----- | ----- |
| 368   | 361   | 391   | 456   | 562   | 575   | 697   |

График промене броја становника у току последњих година